# Jagdgeschwader 136
A Jagdgeschwader 136 foi uma asa de caças da Luftwaffe, durante a Alemanha Nazi. Operou aeronaves Heinkel He 51, Arado Ar 64 e Ar 65.